# Sale (Italie)
Pour les articles homonymes, voir Sale.
Sale est une commune de la province d'Alexandrie dans le Piémont en Italie.

## Administration
| Période                                  | Période  | Identité     | Étiquette     | Qualité |
| ---------------------------------------- | -------- | ------------ | ------------- | ------- |
| depuis le 14 juin 2004                   | En cours | Angelo Barco | Liste Civique |         |
| Les données manquantes sont à compléter. |          |              |               |         |

### Communes limitrophes
Alexandrie, Alluvioni Cambiò, Castelnuovo Scrivia, Guazzora, Isola Sant'Antonio, Piovera, Tortona

## Culture

### Personnalité liée à la commune
- Anna Maria Brizio (1902-1982), historienne de l'Art.